# Hungria nos Jogos Olímpicos de Verão de 1992
A Hungria competiu nos Jogos Olímpicos de Verão de 1992, realizados em Barcelona, Espanha.